# Štalcerji
Štalcerji so naselje v občini Kočevje, ob križišču za Kočevsko Reko. Nekdanja kočevarska vas je bila zapuščena; sedaj se razvija predvsem ob cesti Kočevje–Petrina in na robu osončenih pobočij. 
Na griču nad vasjo so razvaline enoladijske cerkve z ožjim prezbiterijem.